# Antlers (Oklahoma)

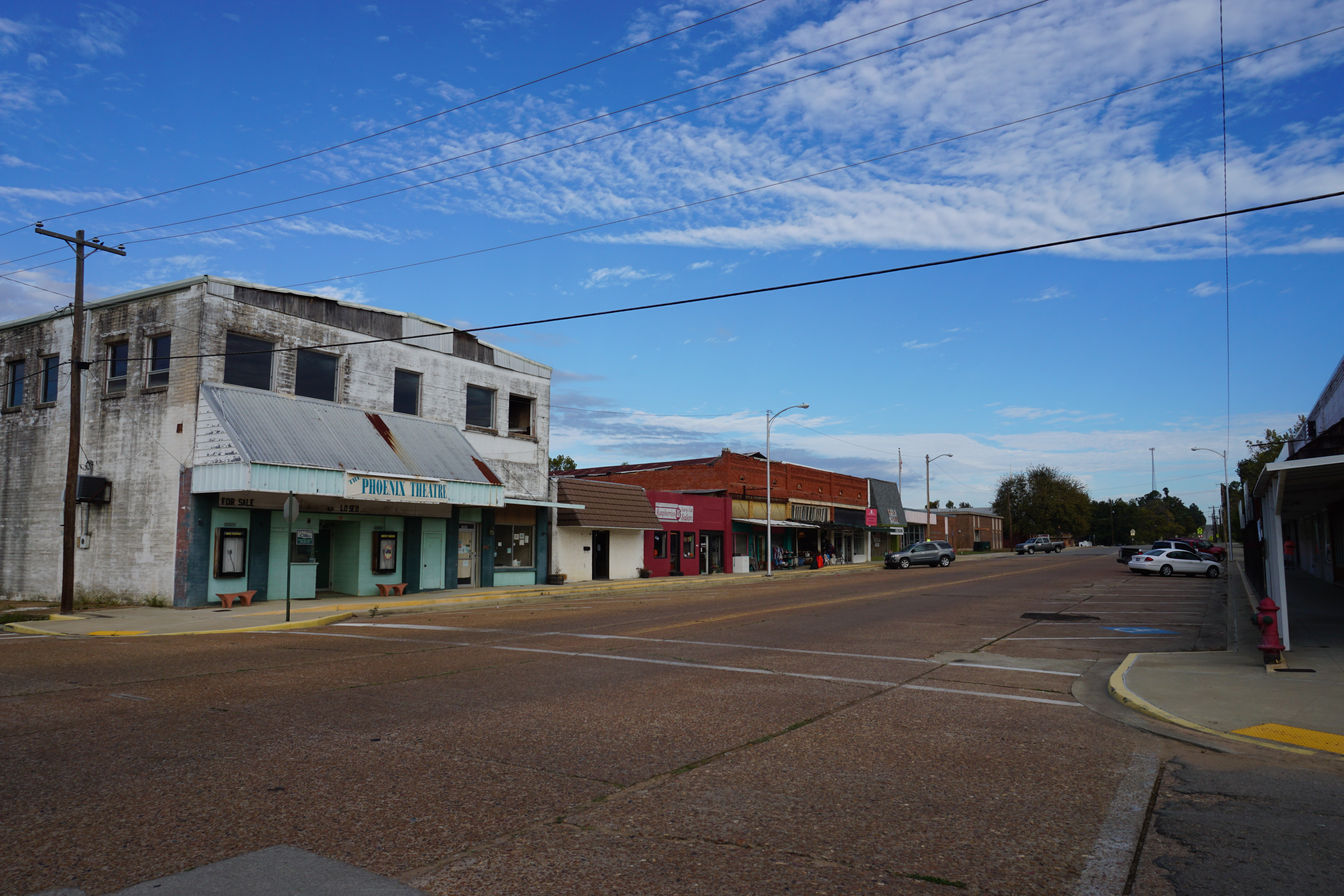
Downtown

Antlers is een plaats (city) in de Amerikaanse staat Oklahoma, en valt bestuurlijk gezien onder Pushmataha County.

## Demografie
Bij de volkstelling in 2000 werd het aantal inwoners vastgesteld op 2552.
In 2006 is het aantal inwoners door het United States Census Bureau geschat op 2489, een daling van 63 (-2,5%).

## Geografie
Volgens het United States Census Bureau beslaat de plaats een oppervlakte van
7,1 km², geheel bestaande uit land.

## Plaatsen in de nabije omgeving
De onderstaande figuur toont nabijgelegen plaatsen in een straal van 36 km rond Antlers.

## Geboren
- Nicole DeHuff (1975 - 2005), actrice